# Поджо Империале
По̀джо Империа̀ле (на италиански: Poggio Imperiale, на местен диалект Terranove, Теранове) е малко градче и община в Южна Италия, провинция Фоджа, регион Пулия. Разположено е на 73 m надморска височина. Населението на общината е 2835 души (към 2010 г.).